# Lossoth
Forodwaith of de Lossoth zijn een fictief volk uit het werk van J.R.R. Tolkien.
De Forodwaith leven in een woestenij Forochel geheten, waar door een polair klimaat heerst. Na de val van Angband, de vestiging van Melkor, daalde er een bittere koude neer op deze noordelijke woestenij. Weinig is over hen bekend, behalve dat ze de ijzige kou van het noorden wisten te verduren. Van hen stamden de Lossoth af, die door de Mensen van het Westen de Sneeuwmensen van Forochel werden genoemd.